# Conwy (circonscription de l'Assemblée)
Ne doit pas être confondue avec Conwy, une circonscription parlementaire de la Chambre des communes.
Pour les articles homonymes, voir Conwy.
Conwy était une circonscription de l'Assemblée nationale du pays de Galles de 1999 à 2007. Il a élu un membre de l' Assemblée selon le mode de scrutin uninominal majoritaire à un tour. Toutefois, il s’agissait également d’une des neuf circonscriptions de la région électorale du North Wales, qui a élu quatre membres supplémentaires, en plus des neuf membres de circonscription, afin de parvenir à un degré de représentation proportionnelle pour la région dans son ensemble.

## Limites
La circonscription a été créée pour la première élection de l'Assemblée en 1999, avec le nom et les limites de la circonscription de Conwy. Elle en partie dans le comté préservé de Clwyd et en partie dans le comté préservé de Gwynedd.
Les huit autres circonscriptions de la région étaient Alyn and Deeside, Caernarfon, Clwyd West, Clwyd South, Delyn, Vale of Clwyd, Wrexham et Ynys Môn.
La circonscription électorale a été abolie en 2007. Une partie de la circonscription a ensuite rejoint la nouvelle circonscription d'Arfon et la nouvelle circonscription de Aberconwy. Arfon est entièrement situé dans le comté préservé de Gwynedd et Aberconwy est entièrement dans le comté préservé de Clwyd.  Ces deux circonscriptions sont situées dans la région électorale du North Wales.

## Membres de l'Assemblée
| Élection                                            | Élection | Membre             | Membre | Parti       |
| --------------------------------------------------- | -------- | ------------------ | ------ | ----------- |
|                                                     | 1999     | Gareth Jones       |        | Plaid Cymru |
|                                                     | 2003     | Denise Idris Jones |        | Labour      |
| 2007 circonscription abolie voir Arfon et Aberconwy |          |                    |        |             |

## Élections

### Élections dans les années 1990
| Élections de l'Assemblée galloise 1999: Conwy |                                       |                     |        |      |     |
| Parti                                         | Parti                                 | Candidat            | Votes  | %    | ±   |
|                                               | Plaid Cymru                           | Gareth Jones        | 8,285  | 30.6 | N/A |
|                                               | Labour                                | Cath Sherrington    | 8,171  | 30.1 | N/A |
|                                               | Conservateur                          | David Jones         | 5,006  | 18.5 | N/A |
|                                               | Liberal Democrats                     | Christine Humphreys | 4,480  | 16.5 | N/A |
|                                               | indépendant                           | Goronwy O. Edwards  | 1,160  | 4.3  | N/A |
| Majorité                                      | Majorité                              | Majorité            | 114    | 0.4  | N/A |
| Participation                                 | Participation                         | Participation       | 27,102 | 49.2 | N/A |
|                                               | Plaid Cymru Vainqueur (nouveau siège) |                     |        |      |     |

### Élections dans les années 2000
| Élections de l'Assemblée galloise 2003: Conwy |                                  |                                  |        |      |       |
| Parti                                         | Parti                            | Candidat                         | Votes  | %    | ±     |
|                                               | Labour                           | Denise Idris Jones               | 6,467  | 30.9 | +0.8  |
|                                               | Plaid Cymru                      | Gareth Jones                     | 6,395  | 30.6 | +0.0  |
|                                               | Conservateur                     | Guto Bebb                        | 5,152  | 24.6 | +6.1  |
|                                               | Liberal Democrats                | Graham Rees                      | 2,914  | 13.9 | −2.6  |
| Majorité                                      | Majorité                         | Majorité                         | 72     | 0.3  |       |
| Participation                                 | Participation                    | Participation                    | 20,928 | 38.4 | −10.8 |
|                                               | Labour vainqueur sur Plaid Cymru | Labour vainqueur sur Plaid Cymru | Swing  |      |       |